# Sergio Pisano
Sergio Pisano, né le 13 juin 1941, est un ancien joueur uruguayen de basket-ball.